# Limia nigrofasciata
Limia nigrofasciata és una espècie de peix de la família dels pecílids i de l'ordre dels ciprinodontiformes.

## Morfologia
Els mascles poden assolir els 5,2 cm de longitud total i les femelles els 5,1.

## Distribució geogràfica
Es troba a Haití.